# Wild Barts Can’t Be Broken
«Wild Barts Can’t Be Broken» (рус. Непобедимый дикий Барт) — одиннадцатый эпизод десятого сезона мультсериала «Симпсоны». Впервые вышел в эфир 17 января 1999 года.

## Сюжет
Гомер никогда не был ярым болельщиком — Спрингфилдская команда по бейсболу «Изотопы» редко выигрывала. Но когда команда попадает в Чемпионат, Гомер сразу же начинает яростно болеть за них вместе со своими приятелями из бара Мо. И «Изотопы» побеждают! На радостях Гомер вместе с Барни, Ленни и Карлом в состоянии сильного алкогольного опьянения разъезжают по городу и заезжают в Спрингфилдскую начальную школу, где они разрушают бейсбольное поле и проносятся по коридорам школы, разрушая всё на своём пути. На следующий день Гомер, разумеется, ничего не помнит. А о разгроме школы уже рассказали в новостях. Шеф Виггам считает, что во всём виноваты дети, и вводит в городе комендантский час.
Жизнь детей заметно ухудшается. Теперь все вечера подряд они сидят дома, вместо того чтобы играть на улице. А тем временем по телевизору объявляют о премьере нового сверх-страшного фильма ужасов «Кровопускание», который будет показан ночью в авто-кинотеатре. Разумеется, дети не могут это пропустить и тут же отправляются на просмотр. Удобно расположившись под машинами, дети наслаждаются ужастиком, пока их не обнаруживает Виггам. В наказание за нарушение комендантского часа детей заставляют отмывать билборд с Виггамом, пьющим кофе.
Вконец разозленные дети решают как следует проучить взрослых. Они решают повторить увиденное в фильме (а именно то, что дети из фильма читали мысли и секреты взрослых): рассказывают по радио самые сокровенные тайны родителей. Собрав необходимый инвентарь, дети приступают к мести. Теперь новости о взрослых выходят каждый вечер до будущей отмены комендантского часа. Взрослые обеспокоены новой передачей и поручают профессору Фринку и Шефу Виггаму обнаружить вещателей. Как оказалось, они обосновались сзади билборда Виггама. Взрослые готовы убить детей и между ними разгорается спор в виде музыкального номера. Их услышали старики из дома престарелых и требуют всем прекратить петь. Когда дети и взрослые отказываются… в городе устанавливают комендантский час для всех людей младше 70 лет! Все жители города, как и дети, сидят дома, в то время как все старики разгуливают по городу и развлекаются. От этого никто не выиграл: ни дети, ни взрослые…

## Культурные отсылки
- Фильм, которые дети смотрят в кинотеатре «Кровопускание», является отсылкой к другому фильму «Деревня проклятых» 1960 года.
- Когда Барт и другие дети создают пиратскую радиостанцию, это, скорее всего, отсылка к фильму 1990 года «Врубай на полную катушку».
- Флешбэк, где Гомер пытается вспомнить, что произошло, показан в виде немого фильма.